# Hatfield (Massachusetts)
Hatfield – miejscowość w USA, w stanie Massachusetts, w hrabstwie Hampshire.
Jest częścią aglomeracji Springfield.

## Religia
- Parafia Trójcy Świętej